# Phosphuranylite
La phosphuranylite est un minéral phosphate d'uranyle jaune ambré à jaune citron, de formule KCa(H3O)3(UO2)7(PO4)4O4·8(H2O). Le potassium et surtout l'uranium de la formule rendent ce minéral hydraté de structure orthorhombique, radioactif.
Elle a été décrite pour la première fois par Frederick Augustus Genth (en) (1820 – 1893) en 1879, à partir d'un gisement dans la pegmatite de Flat Rock dans le comté de Mitchell, en Caroline du Nord, aux États-Unis. Dans cette localité type, elle est associée au quartz, à des micas, à des feldspaths et à l'autunite sous l'habitus d'une incrustation poudreuse sur quartz, feldspath et mica composée de minuscules lames rectangulaires comme la yingjiangite et la dewindtite, étroitement liées,,. Son nom associe phosph(ate), uranyl(e) et lite de la racine grec λίθος / lithos, « pierre ».
Il s'agit d'un minéral secondaire fréquemment observé dans les zones altérées des pegmatites granitiques, où il recouvre les fissures proches de l'uraninite altérée et se trouve également dans les dépôts paléocanaux du grès de type plateau du Colorado. On la trouve souvent dans un halo d'altération entourant l'uraninite/pechblende dans les pegmatites granitiques. L'uraninite peut être en contact avec un ou plusieurs minéraux du groupe de la schoepite. Une couche de phosphuranylite jaune foncé peut être présente en tant que revêtement sur une fracture autour de l'uraninite noire, avec des dimensions variant de plusieurs à multiples fois les grains centraux d'uraninite. Les minéraux du groupe de l'autunite sont situés dans un anneau externe qui peut partiellement se superposer à la phosphuranylite.
Elle s'est formée principalement après la Grande Oxydation (vers 2,4 Ma), par hydratation proche de la surface de minéraux antérieurs, des carbonates, phosphates, borates, nitrates, et aussi des arsénates. Près de 200 gîtes sont répertoriés par la base données minéralogique Mindat.org.

## Groupe de la phosphuranylite
La phosphuranylite fait partie du groupe éponyme dont les autres membres sont listés ci-après :
- Althupite, AlTh(UO2)7(PO4)4(OH)5O2 · 15H2O
- Bergénite, Ca2Ba4(UO2)9(PO4)6O6 · 16H2O
- Dewindtite, H2Pb3(UO2)6O4(PO4)4 · 12H2O
- Dumontite, Pb2(UO2)3O2(PO4)2 · 5H2O
- Françoisite-(Ce), (Ce,Nd,Ca)(UO2)3(PO4)2O(OH) · 6H2O
- Françoisite-(Nd), (Nd,Ce,Sm)(UO2)3(PO4)2O(OH) · 6H2O
- Hügelite, Pb2(UO2)3(AsO4)2O2 · 5H2O
- Phuralumite, Al2[(UO2)3(PO4)2O(OH)](OH)3(H2O)9
- Phurcalite, Ca2(UO2)3(PO4)2O2 · 7H2O
- Upalite, Al(UO2)3(PO4)2O(OH) · 7H2O
- Vanmeersschéite, U6+(UO2)3(PO4)2(OH)6 · 4H2O
- Yingjiangite, K2Ca(UO2)7(PO4)4(OH)6 · 6H2O